# Torsten Tranum
Torsten Tranum (24 de julio de 1979) es un deportista danés que compitió en piragüismo en las modalidades de aguas tranquilas y maratón. Ganó una medalla de bronce en el Campeonato Mundial de Piragüismo de 1999, en la prueba de K1 1000 m, y una medalla de plata en el Campeonato Mundial de Piragüismo en Maratón de 2002, en la prueba de K1.

## Palmarés internacional

### Piragüismo en aguas tranquilas
| Campeonato Mundial | Campeonato Mundial | Campeonato Mundial | Campeonato Mundial |
| Año                | Lugar              | Medalla            | Competición        |
| ------------------ | ------------------ | ------------------ | ------------------ |
| 1999               | Milán (Italia)     | Medalla de bronce  | K1 1000 m          |

### Piragüismo en maratón
| Campeonato Mundial | Campeonato Mundial | Campeonato Mundial | Campeonato Mundial |
| Año                | Lugar              | Medalla            | Competición        |
| ------------------ | ------------------ | ------------------ | ------------------ |
| 2002               | Zamora (España)    | Medalla de plata   | K1                 |